# Щенок по кличке Скуби-Ду
«Щенок по кличке Скуби-Ду» (англ. A Pup Named Scooby-Doo) — американский мультсериал студии Hanna-Barbera, повествующий о жизни членов банды «Скуби-Ду» в детстве. Премьера мультсериала состоялась 10 сентября 1988 года. Последняя серия была показана 17 августа 1991 года.

## Сюжет
Мультсериал повествует о жизни, персонажей сериала: «Скуби-Ду, где ты!» в детстве. Главные герои этого сериала как и раньше: лидер Фред, красотка-журналистка Дафна, умная Велма, Шэгги Роджерс и конечно, известный пёс по имени Скуби-Ду.

## Эпизоды

### 1 сезон
| Первый сезон | Первый сезон            | Первый сезон     |
| №            | Название                | Дата премьеры    |
| ------------ | ----------------------- | ---------------- |
| 1            | Пропавший велосипед     | 10 сентября 1988 |
| 2            | Скользкий монстр        | 17 сентября 1988 |
| 3            | Вооружён и сырно-опасен | 24 сентября 1988 |
| 4            | Воришка комиксов        | 1 октября 1988   |
| 5            | Озеро чудес             | 8 октября 1988   |
| 6            | Моя ужасная няня        | 15 октября 1988  |
| 7            | Как снег на голову      | 22 октября 1988  |
| 8            | Мечи самурая            | 29 октября 1988  |
| 9            | Скуби, друг..           | 5 ноября 1988    |
| 10           | Дух приходит на ужин    | 12 ноября 1988   |
| 11           | Лучшая история          | 19 ноября 1988   |
| 12           | Робот-пёс               | 26 ноября 1988   |
| 13           | Свет… Камера… Монстр!   | 3 декабря 1988   |

### 2 сезон
| Второй сезон | Второй сезон                   | Второй сезон     |
| №            | Название                       | Дата премьеры    |
| ------------ | ------------------------------ | ---------------- |
| 14           | Проклятие ошейника             | 10 сентября 1989 |
| 15           | Возвращение Командора Крутышки | 17 сентября 1989 |
| 16           | Дух Рок-Н-Ролла                | 24 сентября 1989 |
| 17           | Куренштэйн жив!                | 1 октября 1989   |
| 18           | Вредный фастфуд                | 8 октября 1989   |
| 19           | Вторжение роботов              | 15 октября 1989  |
| 20           | Дом, милый дом!                | 22 октября 1989  |
| 21           | Ужас по имени Зомбо            | 28 октября 1989  |

### 3 сезон
| Третий сезон | Третий сезон                               | Третий сезон     |
| №            | Название                                   | Дата премьеры    |
| ------------ | ------------------------------------------ | ---------------- |
| 22           | Загадочный гонщик                          | 8 сентября 1990  |
| 23           | К звёздам                                  | 8 сентября 1990  |
| 24           | Рогатый нокаут                             | 15 сентября 1990 |
| 25           | Великий и ужасный Лохмач                   | 22 сентября 1990 |
| 26           | Скользкое дело                             | 6 июля 1991      |
| 27           | Проклятие Поместья Ду                      | 13 июля 1991     |
| 28           | Таинственный охотник                       | 20 июля 1991     |
| 29           | Привидение госпожи Шушман                  | 20 июля 1991     |
| 30           | Приключения Командора Крутышки и Круто-пса | 20 июля 1991     |

## Роли озвучивали
| Актёр          | Персонаж      |
| -------------- | ------------- |
| Дон Мессик     | Скуби-Ду      |
| Кейси Кесем    | Шэгги Роджерс |
| Карл Стивен    | Фред Джонс    |
| Келли Мартин   | Дафна Блэйк   |
| Кристина Лэндж | Велма Динкли  |

## Русский дубляж
,Мультсериал озвучен студией «Пифагор» по заказу кинокомпании Warner Bros.
Скуби-Ду — Денис Беспалый, Никита Прозоровский
Шэгги Роджерс — Никита Прозоровский, Андрей Бархударов
Фред Джонс — Василий Зотов, Сергей Быстрицкий
Дафна Блэйк — Ольга Голованова
Велма Динкли — Людмила Ильина, Нина Тобилевич

## Интересные факты
- После первого сезона сериала большая часть команды Hanna-Barbera, включая, Тома Рюггера покинула студию и перешла в Warner Bros., что бы помочь им с сериалом «Приключения мультяшек» .
- Это — единственный сериал о «Скуби-Ду», где Фреда не озвучивал Фрэнк Уэлкер. Но тем не менее он озвучил дядю Фреда — дядю Эдди — издателя газеты «Национальны мифоплёт».
- Это был последний сериал, где Дон Мессик озвучил Скуби-Ду, прежде чем он скончался от инсульта в 1997 году.
- Это — единственный сериал, где ребята не называются корпорацией «Тайна» (официальное имя команды, которое не упоминалось несколько лет), но тем не менее ребята называют себя детективным агентством «Скуби-Ду», а также ребята просят небольшую плату за свои услуги.
- «Дух приходит на ужин», «Лучшая история» и «Дух Рок-Н-Ролла» — единственные три серии, где Фред не обвиняет Рэда Хэрринга в преступлении, которое он не совершал.
- «Скуби-Ду: приключения! Таинственная карта» — кукольный фильм, основанный на этом сериале вышел в 2013 году.

## Заметки
1. ↑  Руководящий режиссёр (все сезоны)